# Memmio Emilio Trigezio
Memmio Emilio Trigezio (latino: Memmius Aemilius Trygetius; fl. prima del 483) è stato un politico romano.

## Biografia
Trigezio è indicato come ex-praefectus urbi di Roma in un'iscrizione su un sedile del Colosseo, a Roma (CIL VI, 32187), datata al 483; assieme a Trigezio, la stessa iscrizione menziona il vir inlustris Memmio Emilio Probo, probabilmente suo fratello. È probabile che il vir praefectitius Trigezio fosse suo padre.
È possibile che vada identificato col Sestiliano che costruì la basilica dei Santi Michele arcangelo e Marco confessore sulla sua proprietà a Potentia, nel 495.